# Miguel Pellicer Sifre
Miguel Pellicer Sifre (Alzira, 1853 – ¿después de 1910?) fue un empresario valenciano considerado uno de los pioneros del cine en España. Desempeñó un papel fundamental en la introducción y difusión del cinematógrafo en Valencia, siendo uno de los primeros en adquirir y comercializar cronofotógrafos de la casa Gaumont.

## Biografía
Miguel Pellicer Sifre nació en Alzira (Valencia) en 1853, hijo de Agustín Pellicer Molins y Rosa Sifre Sanjuán. Pertenecía a una familia de la burguesía agrícola de la zona, dedicada a la exportación de naranjas a Francia. Contrajo matrimonio con Josefa Serrano Ferrer hacia 1875, con quien tuvo cinco hijos.
A finales de la década de 1880 se trasladó a París, donde residió en la Rue du Bouloi, próxima a la Bolsa y al Comptoir général de Photographie, vinculado a Léon Gaumont. Allí pudo entrar en contacto con las novedades tecnológicas de la época, como el kinetoscopio y el cronofotógrafo.

## Actividad cinematográfica
En noviembre de 1896 Pellicer adquirió dos cronofotógrafos Demenÿ a la casa Gaumont, por un importe de 1.500 francos cada uno. Con estos aparatos organizó un sistema de alquiler de equipos y proyecciones en distintas localidades españolas. En Valencia, el 12 de diciembre de 1896, el diario Las Provincias anunció la presentación del cronofotógrafo en el Teatro Ruzafa.
Asimismo, se tienen noticias de proyecciones organizadas en Palma de Mallorca y Mahón en 1897 a través de colaboradores como los hermanos Fogués y Calvo, quienes probablemente utilizaron aparatos alquilados a Pellicer. También contactó con distintos ayuntamientos para ofrecer exhibiciones, como ocurrió en Vila-real en junio de 1897.
En 1897 participó en la creación de la sociedad Galindo y Compañía, junto con Manuel Galindo y Miguel Malea Iborra, destinada a la explotación del Teatro Principal de Valencia, aunque abandonó la empresa pocos meses después.

## Últimos años
Tras su etapa cinematográfica, Pellicer continuó con sus negocios en el sector financiero en Valencia. En 1910 aparece documentado como intermediario en la venta del tranvía aéreo de la Exposición Regional Valenciana de 1909. Ese mismo año se le menciona por última vez en la prensa, desapareciendo después su rastro público.

## Legado
La labor de Miguel Pellicer Sifre fue clave en la temprana introducción del cine en España y especialmente en la Comunidad Valenciana. Su inversión en cronofotógrafos y su iniciativa empresarial permitieron las primeras proyecciones estables en la región, sentando las bases de la futura industria cinematográfica valenciana.